# When You Die
When You Die è un singolo del gruppo musicale statunitense MGMT, pubblicato nel 2017 ed estratto dal loro quarto album in studio Little Dark Age.
La canzone è stata scritta dai due membri del gruppo, Andrew VanWyngarden e Ben Goldwasser, con Ariel Pink.

## Tracce
- Download digitale

1. When You Die – 4:23

## Video
Il videoclip della canzone è stato diretto da Mike Burakoff e Hallie Cooper-Novack e vede la partecipazione di Alex Karpovsky e Lucy Kaminsky.